# دانا أشبروك
دانا أشبروك (بالإنجليزية: Dana Ashbrook)‏ مواليد 24 مايو 1967 في سان دييغو، هو ممثل أمريكي بدأ مسيرته الفنية سنة 1978.

## الأعمال

### أفلام
- شبح أبي (1990)

### مسلسلات
- نوتز لاندينغ (1987)
- المسحورات (2001)
- القانون والنظام: الوحدة الخاصة للضحايا (2007)
- ذا كيل بوينت (2007) (بدور: توني)
- سايك (2010) (بدور: بوب باركر / جاكسون هيل)

## روابط خارجية
- دانا أشبروك على موقع IMDb (الإنجليزية)
- دانا أشبروك على موقع ألو سيني (الفرنسية)
- دانا أشبروك على موقع أول موفي (الإنجليزية)
- دانا أشبروك على موقع إن إن دي بي (الإنجليزية)
- دانا أشبروك على موقع قاعدة بيانات الفيلم (الإنجليزية)